# Convent de Santa Mònica (Guissona)
El Convent de Santa Mònica és un antic convent d'agustins descalços al municipi de Guissona (Segarra) protegit com a bé cultural d'interès local.